# Journal of Linguistics
El Journal of Linguistics és una revista acadèmica trianual que cobreix totes les branques de la lingüística teòrica i la publicació oficial de la Linguistics Association of Great Britain. És publicada per la Cambridge University Press i editada per Kersti Börjars, Helen de Hoop, Adam Ledgeway i Marc van Oostendorp.

## Història
La revista va ser fundada el 1965, amb John Lyons com a primer editor (1965-1969). Des de 1969 fins a 1979, Frank R. Palmer en va ser el redactor en cap. Altres editors anteriors inclouen Nigel Fabb (Universitat de Strathclyde), Caroline Heycock (Universitat d'Edimburg) i Robert D. Borsley (Universitat d'Essex). Els editors actuals són Kersti Börjars (Universitat de Manchester), S.J. Hannahs (Universitat de Newcastle), Helen de Hoop (Universitat Radboud de Nijmegen) i Hans van de Koot (University College de Londres).